# Krúdy Gyula Irodalmi Kör
A Krúdy Gyula Irodalmi Kör Magyarországon bejegyzett egyesület kulturális, művelődési, közösségi, társadalmi tevékenység végzésére. Anyagi természetű szolgáltatásokat nem végez, tagsága önkéntes. Működési területe az országban azon intézmények köre, melyek Krúdy Gyula nevét viselik.

## Megalapítása
Óbudán, a Zichy-kastélyban 1982. október 25-én tizenhárom író, költő és irodalomtörténész kezdeményezésére jött létre.
Az alapítók azért választották Krúdy Gyulát a kör névadójának, mivel életének három utolsó évét Óbudán, a Templom utca 15.-ben töltötte, és itt is halt meg 1933. május 12-én. Jelenleg itt működik a Magyar Kereskedelmi és Vendéglátóipari Múzeum, valamint Krúdy Gyuláról szóló állandó kiállítás is.
A körnek 280 tagja van ebből 238 alkotó tag, 15 tiszteletbeli tag, 28 örökös tiszteletbeli tag és 19 pártoló tag szerepel a nyilván tartásában. A tiszteletbeli tagok között olyan neves személyek találhatók és voltak, mint Csukás István Kossuth-díjas költő (meghalt 2020 februárjában), Lator László Kossuth-díjas költő, Józsa Judit keramikusművész, Hegedüs Valér zongoraművész, Rajki László szobrász, Tálas Ernő, a Stockholmi Királyi Opera tenorja (meghalt 2018 januárjában), Michel Cahour francia költő és filozófus, Yannick Resch francia egyetemi tanár, író, költő. Tiszteletbeli tag volt a 2016 április elsején elhunyt Keres Emil Kossuth-díjas színművész is, aki számos irodalmi est és könyvbemutató szereplője volt.

## Célja
Krúdy életművének megismertetése és népszerűsítése, valamit a tagjaik irodalmi tevékenységének és publikációnak elősegítése, irodalmi rendezvények szervezése.

## Tevékenysége
Minden évben Krúdy Gyula születésének (október 21.) és halálának (május 12.) az évfordulója alkalmából koszorúzási ünnepséget rendez a kör a Krúdy-emléktáblánál, ahol életének utolsó 3 évét élte, valamint a Krúdy-szobornál. A Kéhli Vendéglő nagytermében (amely 2016. május óta a Krúdy terem nevét viseli) ünnepi emlékműsor keretében megkoszorúzzák annál az asztalnál az emlékfalat, ahol Krúdy Gyula tanyázóhelye volt. Ezen alkalommal kerülnek átadásra a Krúdy-kitüntetések, igazolványok is, valamink Krúdy Gyula és a kör alkotóinak írásaiból szerveződik a műsor.
Kapcsolatot alakult ki Krúdy Gyula szülővárosával, Nyíregyházával, ahol a városi és megyei könyvtár olvasóterme felvette Krúdy Gyula nevét. Immár 14 éves a kapcsolat a szlovákiai Szécsénykovácsival, ahol Krúdy apai ágának ősei egykor éltek. Itt évente a falu lakóival közös szentmise, koszorúzási ünnepség és emlékműsor a fő program. A szécsénykovácsiak pedig a Krúdy-körben szerepelnek ünnepi alkalmakkor.
A falunak Simon M. Veronika és Koncz Eta festőművészek Krúdy-portrét adományoztak. Kapcsolatfelvétel történt a Várpalotán működő Krúdy Gyula Könyvtárral. Várpalotán élt Krúdy anyai nagyanyjával, aki sokat mesélt neki gyermekkorában. Itt is két Krúdy-portrét adományozott a Kör a könyvtárnak, és emlékműsorokat adott.
Az irodalmi rendezvényeket nemcsak a Kéhli Vendéglő Krúdy Szalonjában szervezték meg, hanem 10 éven át a XV. kerületi Eötvös könyvtárban, 2014 januárjától a XVII. kerületi Sashalmi könyvtárban, 2019 szeptembere óta a Újpesten a Király utcai könyvtárban és 11 éve a XVIII. kerületi Zila Kávéházban, a „Kávéházi estek” keretében.
A Krúdy Szalonban olyan neves írók, költők, festők, grafikusok, előadóművészek szerepeltek, mint Baranyi Ferenc, Czére Béla, Jókai Anna, Kaiser László, Kalász Márton, Keres Emil, Mécs Károly, Koós László, Lator László, Lelkes Péter, Pomogáts Béla, Mezei Katalin, Oláh János, Laczkó András, Simon M. Veronika, Szeredy Krisztina, Tálas Ernő, Tüskés Tibor, Fodor András, Hegedüs Valér, Nagy Gáspár, Krúdy Anna, Zorád Ernő, Michel Cahour.
Óbudán élő ismert alkotókat is bemutatnak (pl. Baktai Faragó József, Czigány György, Csukás István, Gyimesi László, Koncz Eta, Zalán Tibor). Minden programról a kerületi újságokon keresztül (Óbuda, Helyi téma) tájékoztatás és tudósítás jelent meg.
Kapcsolatot tartott és tart a kör a haza irodalmi körökkel, irodalmi újságok szerkesztőivel és kölcsönösen szerepelnek egymás rendezvényein. Az irodalmi egyesületek közül jó együttműködés alakult ki többek között Budapesten a csepeli Tamási Lajos Olvasó Munkás Klubbal, a Művészetbarátok Egyesületével, a TAMA Művészetbarát Asztaltársasággal, a KLÁRIS Körrel, illetve annak utódjával, az „Élhető világ” Klubbal, a Táncsics Irodalmi Művészeti Körrel, a Kőbányai Írók, Költők Egyesületével és a Magyar Kultúra Lovagrenddel. Vidéken pedig a kazincbarcikai SZIRT-tel, a pécsi Új Hang Társasággal, a hódmezővásárhelyi Kárász József Alapítvány Irodalmi Körével, a csongrádi Faludy György Irodalmi Műhellyel, a kecskeméti Bács-Kiskun Megyei Írók, Költők baráti Körével, a nagykanizsai Aranyaecset Irodalmi és Képzőművészeti Egyesülettel, majd utódjával a Takács László Irodalmi Körrel.
Az újságok közül jó kapcsolat alakult ki a FÖVENY, a HÉVÍZ, a KLÁRIS, a MAGYAR JÖVŐ, a Szárnyaló Képzelet, a pécsi Új Hang, a pápai Kristály, az Újjászületés, az ÜZEN A HOMOK, a RÍMKOVÁCSOK, a Zsarát lapokkal. 2013-tól a kecskeméti Montázsmagazin internetes újsággal gyümölcsöző együttműködés alakult ki, ahol a Krúdy Kör tagjaink életútja bemutatásra került. 2014-től pedig a 18. KERÜLETI HÍREK, azaz a hirek18.hu internetes hírportállal, annak vezetőjével Szabó Lászlóval, aki az elmúlt négy év – 2011. és 2015. közötti időszak – estjeiről Zila Lászlónak, a Zila Kávéház és Cukrászda igazgatójának anyagi segítségével 2015 júniusában a közreműködésünkkel megjelentette a Kávéházi esték című könyvét.
A kör kapcsolatot tartott budapesti és vidéki könyvtárakkal, valamint külhoni irodalmi csoportokkal (Ipolyvarbó, Szatmárnémedi, Lendva, Zenta, Pécska). Jó az együttműködés az Írószövetséggel, az Írók Szakszervezetével, a Kárpát-medencei Irodalmi Társaságok Szövetségével.
A kör nevében Simon M. Veronika festőművész több mint 50 festményt adományozott a Kör vezetőinek jelenlétében, irodalmi műsor keretében (pl.: Krúdy Kör, Krúdy Vigadó, Megyei Könyvtár – Nyíregyháza, Békéscsaba, Bucsa, Debrecen, Körmend, Magyar Kereskedelmi és Vendéglátóipari Múzeum, Nagyvárad, Nagykanizsa, Szécsénykovácsi, Ipolyság, Galánta, Sashalmi Könyvtár, Szatmárnémeti. Tíz Krúdy Kör-tag portréját megfestette.
Több festményt ajándékozott Koncz Eta és Szabados István festőművész is.
A Krúdy Kör az elmúlt években több száz kiállítást rendezett, illetve szerepelt irodalmi műsorral különféle kiállításokon. Tevékenységéről a TV, rádió, internet és az írott sajtó adott számot.
Szabó László segítségével a Youtube-on az egész világon láthatják eredményes irodalmi esteket, könyvbemutatókat, festménykiállításokat. Az ő segítségével nyitott honlapot a kör 2016 nyarától.
A kör tagjai egyéni művészetének és a közösségi tevékenység bemutatására, valamint az összetartozás érdekében 130 könyvet adott ki, köztük 15 antológiát. Minden antológiában közölt Krúdy Gyulától egy-egy írását. A legutóbbi szép kiállítású Három évtized antológiában a műveken kívül gazdag képanyagot tett közé, amelyek munkásságuk sokoldalúságát tükrözik. 2014 februárjában került kiadásra a kör 15. antológiája Utak, arcok, művészetek címmel, amelyben a Montázsmagazinban szereplő Krúdy Kör-ös írók, költők, festőművészek életút riportjait gyűjtötte össze. A kör fennállásának 35. évfordulóját 2017-ben a Három és fél évtized antológiával és festménykiállítással köszöntötték.
A Krúdy-kiadáson kívül az elmúlt években a kör tagjainak több száz kötete jelent meg, és csaknem 500 antológiában és évkönyvben szerepeltek írásaik.
Számos országos, városi és kerületi rádió- és tévéműsorban szerepeltek irodalmáraik és képzőművészeik.
Mindazokat, akik Krúdy Gyula írói munkásságát, valamit a kör tevékenységét segítették, népszerűsítették, 1989-től oklevéllel, Krúdy-éremmel (bronz, ezüst, arany) és emlékplakettel jutalmazták. Emlékérmet kapott többek között a Krúdy Kör tagjain kívül Bajor Nagy Ernő, Bús Balázs, Dévai Nagy Kamilla, Fráter Zoltán, Gedényi Mihály, Geröly Tibor, Dr. Katona Béla, Klug Miklós, Linka Ágnes, dr. Laczkó András, Mihályi Gábor, Praznovszky Mihály, Tarlós István, Tóbiás Áron, Tüskés Tibor, Zila László, Zórád Ernő.
Az egyesület 2013-ban Óbudán részt vett a „Krúdy Év” kerületi rendezvénysorozatában. Ezen túlmenően 8 budapesti és vidéki rendezvényen, valamint Szécsénykovácsiban rendezvénysorozattal és Krúdytól – Krúdyról címmel megjelent antológiával (amelyben Krúdy Gyula írásaiból és a tagok által Krúdyról készített írásokat, emlékezéseket és festményeket, grafikákat tett közzé) ünnepelte névadója, Krúdy Gyula születésének 135. és halálának 80. évfordulóját. A Kör közreműködésével és Zábó Attila, a Mókus Sörkert vezetőjének anyagi támogatásával e jubileumi év kapcsán a Kerepesi úti Sírkertben felújításra került Krúdy Gyula síremléke.

## Az egyesület elnökei
Néhai Király Lajos volt a kör elnöke 30 évig, Kanizsa József 33 évig a titkára. Ezután előbb a titkári, majd az elnöki szerepet Németh Nyiba Sándor költő, zeneszerző, olimpikon a Magyar Kultúra Lovagja vette át.